# Lista de multi-instrumentistas
Esta é uma lista de multi-instrumentistas, músicos notáveis por um nível profissional de proficiência em dois ou mais instrumentos musicais.

## Lista de multi-instrumentistas de A a Z

### A
- Adam Levine[1]
- Adrian Rollini[2]
- Al Jardine[3]
- Alan Stivell[4]
- Alan Wilder[5]
- Alanis Morissette
- Alex James[6]
- Alex Lifeson
- Alexander Gradsky
- Ali Zafar
- Alicia Keys
- Ana Caetano
- Andrew Bird
- Andrew VanWyngarden
- André 3000
- Andy Summers
- Anna Calvi
- Anthony Cedric Vuagniaux
- Anthony Newman
- Anton Newcombe
- A. R. Rahman[7]
- Arjen Anthony Lucassen
- Atilla Özdemiroğlu

### B
- Beck
- Ben Folds
- Ben Kenney
- Ben Watt
- Benny Gallagher
- Bill Evans
- Bill Nelson
- Billie Joe Armstrong
- Billy Corgan
- Billy Preston
- Billy Sherwood
- Björk
- Brant Bjork
- Brendon Urie
- Brent Fitz
- Brian Eno
- Brian Jones
- Brian Landrus
- Brian May
- Brian Tichy
- Brian Transeau
- Brian Wilson
- Bruce Springsteen
- Bryan Ferry
- Butch Walker

### C
- Carl Wilson
- Carrie Underwood
- Carwyn Ellis
- Cat Power
- Cat Stevens
- Catfish the Bottleman
- Charles Kelley
- Charlie Parker
- Chet Baker
- Chris Carmichael
- Chris Cornell
- Chris Joss
- Chris Martin
- Chris Potter
- Chris Thile
- Christopher Wolstenholme
- Cosmo Sheldrake
- Cyndi Lauper

### D
- D'Angelo
- Damien Rice
- Damon Albarn
- Dan Swanö
- Daniel Chorzempa
- Daniel Gildenlöw
- Daniel Johns
- Daron Malakian
- Darren Criss
- Dave Dobbyn
- Dave Grohl
- Dave Mason
- Dave Van Ronk
- David Bedford
- David Bowie
- David Byrne
- David Gilmour
- David Lindley
- David Munrow
- Debbie Harry
- Dennis Wilson
- Denny Laine
- Derek Shulman
- Devin Townsend
- Dhani Harrison
- Dido
- Dimash Kudaibergen[8]
- Dolly Parton
- Don Moye[9]
- Doug Kershaw
- Duff McKagan

### E
- Eddie Vedder
- Edgar Winter
- Egon Petri
- Elfriede Jelinek
- Elliott Smith
- Emitt Rhodes
- Enya
- Eric Dolphy
- Erkan Oğur
- Espen Lind

### F
- Fatboy Slim
- Feist
- Fela Anikulapo Kuti
- Ferenc Fricsay
- Flea
- Frank Zappa
- Freddie Mercury

### G
- G.T. Moore
- Garth Hudson
- Gary Clark Jr.
- Gary Green
- Gary Husband
- Gary Numan
- Geddy Lee
- Genesis P-Orridge
- George Harrison
- George Michael
- Gethin Davies
- Giulia Be
- Giulio Carmassi
- Grace Slick
- Graham Bond
- Graham Lyle
- Gustavo Cerati
- Guy Berryman
- Gylve Nagell

### H
- Hans Rosbaud
- Hayley Williams
- Herbie Hancock
- Hermeto Pascoal
- Himchan

### I
- Ian Anderson
- Ian McDonald
- Ian Underwood
- Imogen Heap
- Iva Davies

### J
- Jack Black
- Jack White
- Jacob Collier
- Jaki Byard
- James Murphy
- James Reyne
- James Taylor
- Jamie Cullum
- Jeff Buckley
- Jeff Lynne
- Jeremy Enigk
- Jerry Garcia
- Jim Sturgess
- Joe Becker
- Joe Walsh
- John Cale
- John Deacon
- John Entwistle
- John Fogerty
- John Frusciante
- John Lennon
- John Lydon
- John Mayer
- John Paul Jones
- John Weathers
- John Williamson
- John Zorn
- Johnny Depp
- Jon Brion
- Jon Walker
- Jonathan Davis
- Jonny Buckland
- Jonny Greenwood
- Joseph Jarman[9]
- Josh Atchley
- Josh Homme
- Josh Klinghoffer
- Josh Ramsay
- Julian Gallagher

### K
- KT Tunstall
- Karl Wallinger
- Kate Bush
- Keith Jarrett
- Keith Moon
- Keith Richards
- Ken Hensley
- Kerry Minnear
- Kevin Parker
- Klayton[10]
- Krist Novoselic

### L
- Laurie Anderson
- Lauryn Hill
- Lenny Kravitz
- Les Claypool
- Lester Bowie[9]
- Levent Yüksel
- Levon Helm
- Lindsey Buckingham
- Lionel Hampton
- Lisa Lopes
- Liz Phair
- Lowell George
- Lucy Kaplansky
- Luis Alberto Spinetta

### M
- M. Shadows
- Madlib
- Marco Hietala
- Marco Restrepo
- Marcus Mumford
- Mark Salling
- Martin Irigoyen
- Matt Sharp
- Matthew Bellamy
- Maurice Gibb
- Maynard Ferguson
- Michael Angelakos
- Michael Monroe
- Michelle Branch
- Mick Jagger
- Mick Karn
- Mike Brown
- Mike Dirnt
- Mike Love
- Mike Mills
- Mike Oldfield
- Mike Patton
- Mike Portnoy
- Mike Rutherford
- Mike Shinoda
- Miles Jaye
- Myleene Klass

### N
- Natasha Khan
- Neal Morse
- Neil Finn
- Neil Young
- Nick Cave
- Nick Drake
- Nick Jonas
- Nils Lofgren
- Nobunny
- Noel Gallagher
- Norah Jones
- Nuno Bettencourt

### P
- Owen Pallett
- P!nk
- PJ Harvey
- Pat Sansone
- Patrice Rushen
- Patrick Stump
- Paul McCandless
- Paul McCartney
- Paul Simon
- Paul Weller
- Pekka Pohjola
- Pete Townshend
- Pete Trewavas
- Peter Gabriel
- Peter Green
- Pharrell Williams
- Phil Collins
- Phil Shulman
- Prince[11]

### Q
- Quan Yeomans
- Quorthon

### R
- Raghav Sachar
- Ray Charles
- Ray Davies
- Ray Shulman
- Regina Spektor
- Regine Chassagne
- Rhiannon Giddens
- Ric Grech
- Richard Marx
- Richard Reed Parry
- Richard Wright
- Rick van der Linden
- Ringo Starr
- Rob Swire[12]
- Robert Wyatt
- Roger Daltrey
- Roger Hodgson
- Roger Taylor
- Roger Waters
- Roland Kirk[2]
- Ron Geesin
- Ron Wood
- Rory Gallagher
- Roscoe Mitchell[9]
- Roy Clark
- Ruth Underwood
- Ryan Tedder
- RZA

### S
- Sammy Davis Jr.
- Sananda Maitreya
- Sebastião Júnior
- Serj Tankian
- Shadmehr Aghili
- Shakira
- Shavo Odadjian
- Sie7e
- Simon Le Bon
- Siouxsie Sioux
- Solveig Heilo
- Squarepusher
- Stephen Stills
- Steve Hogarth
- Steve Winwood
- Steven Wilson
- Stevie Wonder
- Stewart Copeland
- Sting
- Sufjan Stevens
- Sully Erna
- Synyster Gates

### T
- Taylor Hawkins
- Taylor Swift
- Taylor York
- Terry Edwards
- Terry Kath
- The Edge
- The Rev
- Thijs van Leer
- Thom Yorke
- Thomas Dolby
- Thomas Lang
- Tim Blake
- Tim Finn
- Tim Rice-Oxley
- Tim Weed
- Tinashe Kachingwe
- Todd Rundgren
- Tom Petty
- Tom Scholz
- Tommy Lee
- Tony Banks
- Toto Cutugno
- Tracy Chapman
- Trent Reznor
- Trevor Rabin
- Troy Donockley
- Troy Van Leeuwen
- Tré Cool
- Tuomas Holopainen
- Turgun Alimatov
- Tyler Joseph

### V
- Van Morrison
- Vangelis
- Varg Vikernes
- Ville Valo
- Visitante
- Vagner Schittler

### W
- Will Champion
- Win Butler

### Y
- Yusef Lateef

### Z
- Zedd[13]
- Željko Joksimović